# 浅間村
浅間村（あさまむら）は山梨県東八代郡にあった村。現在の笛吹市北東部、中央自動車道釈迦堂パーキングエリアの南側一帯にあたる。

## 地理
- 山：蜂城山、茶臼山、大沢山、二本木山、達沢山

## 歴史
- 1942年（昭和17年）7月1日 - 御代咲村・石廩村が合併して発足。
- 1954年（昭和29年）12月10日 - 一宮村・相興村と合併して一宮町が発足。同日浅間村廃止。

## 交通

### 道路
現在は旧村域に中央自動車道の釈迦堂パーキングエリア（下り線）が所在するが、当時は未開通。